# Jeremy Zuckerman

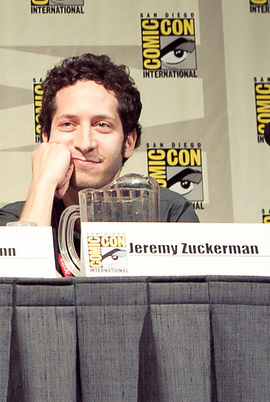
Zuckerman na San Diego Comic-Con de 2011.

Jeremy Zuckerman é um compositor e músico norte-americano primariamente conhecido por ter composto a trilha sonora da séries de televisão Avatar: The Last Airbender e The Legend of Korra, a sequência da primeira. Ele estudou na Berklee College of Music, em Boston, e no California Institute of the Arts e tem colaborado com músicos como David Lee Roth.

## Carreira musical
Zuckerman é uma das metades de uma companhia de música e design de som em Los Angeles, chamada The Track Team. Ele começou essa empresa com o co-fundador Benjamin Wynn em 2004, como resultado de ter trabalhado em Avatar. Em 2010, foi confirmado que Zuckerman e Wynn iriam compor a música para The Legend of Korra apesar de eles não terem se involvido na produção musical do filme The Last Airbender, de 2010. Juntos, eles compuseram a trilha sonora de Kung Fu Panda: Legends of Awesomeness (trabalho pelo qual eles ganharam 2 Emmy Awards), de curtas da DC Comics, de A Leading Man (2013) e, finalmente, de The Legend of Korra, com Wynn encarregado do design de som.
Zuckerman também escreveu a música para um adaptação teatral musical experimental de Orpheus e Euridice.
Em junho de 2015, Zuckerman, agora sem Wynn, começou a trabalhar na trilha para a então série Scream da MTV (agora da VH1).
Em setembro de 2018, foi anunciado que Zuckerman retornaria para criar a música para o remake live-action de Avatar: The Last Airbender, feito pela Netflix.